# Illicium petelotii
Illicium petelotii är en tvåhjärtbladig växtart som beskrevs av Albert Charles Smith. Illicium petelotii ingår i släktet Illicium och familjen Schisandraceae. Inga underarter finns listade.